# Xieje op 2
Xieje op 2 is een kinderblok gezamenlijk van de EO, Teleac/NOT en de TROS dat op elke schooldag van 16.00 uur tot 17.00 uur (vanaf 2000 om 15.30 uur tot 16.30 uur) op Nederland 2 werd uitgezonden. Dit jeugdblok werd gepresenteerd door Margje Fikse en Jan Willem de Bok.
Dit jeugdblok startte op 1 september 1998, en met start van Z@ppelin op 4 september 2000, werden de programma's los uitgezonden.

## Programma's
- Alleen op de wereld
- De drie wezen
- Graaf Schacula
- Groep 8
- Het wonder
- Kabouter Plop
- Lassie
- Okee, de Bijbel
- Onder moeders vleugels
- Samson en Gert
- Teletubbies
- Wizzy en Woppy
- Wonderbaarlijke beesten